# Solar Decathlon
Der Solar Decathlon (englisch „Solarer Zehnkampf“) ist ein architektonischer sowie energietechnischer Wettbewerb. Die ersten Solar Decathlon fanden in den USA statt und wurden vom US-Ministerium für Energie ausgerichtet. Wettbewerbsziel ist der Bau eines hocheffizienten Gebäudes, das seinen Energiebedarf nur mit selbstproduzierter Solarenergie deckt. Erstmals fand die Veranstaltung 2002 auf der National Mall in Washington, D.C. statt. Seitdem wurde der Solar Decathlon alle zwei Jahre in den USA ausgerichtet.

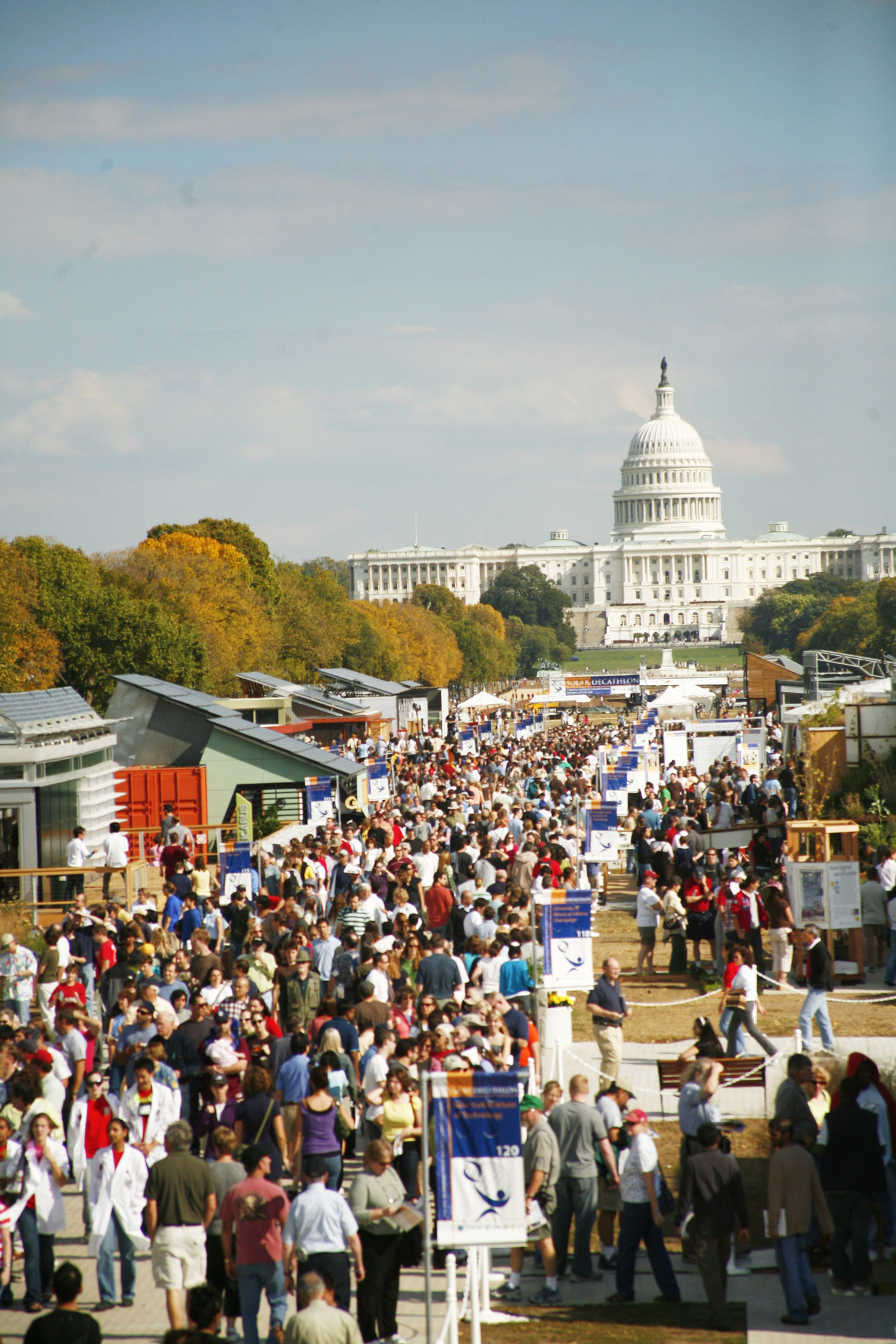
Solar Decathlon 2007 auf der National Mall in Washington, D.C.

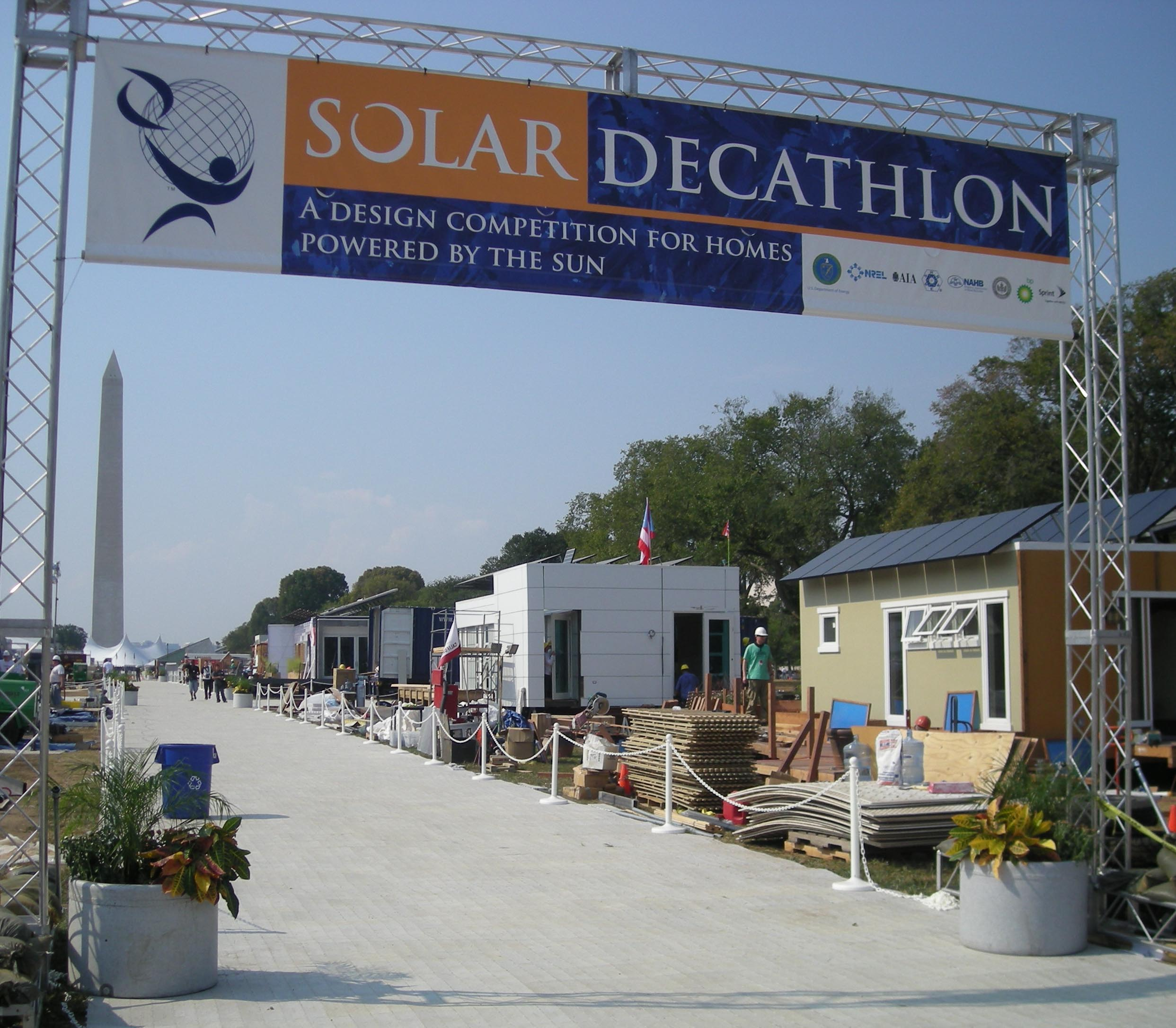
Solar Decathlon 2007

Teilnahmeberechtigt sind zwanzig in einem Vorentscheid ausgewählte Universitäten aus aller Welt. Den Studententeams stehen für die Planung und Umsetzung des Bauprojektes zwei Jahre zur Verfügung. Hier müssen architektonische und energietechnische Aspekte in der Planung in Einklang gebracht werden, darüber hinaus spielen die Organisation und Finanzierung des Projektes eine wesentliche Rolle. Der Wettbewerb endet mit einer zweiwöchigen, öffentlichen Endausscheidung aller Teams auf der National Mall in Washington, D.C. Hier treten die Colleges und Universitäten mit ihren solarbetriebenen Wohnhäusern gegeneinander an und werden in zehn Disziplinen bewertet.
Im Sommer 2008 wurde mit dem Solar Decathlon Europe auch eine europäische Version des Wettbewerbs ausgelobt, dessen Ergebnisse im Jahr 2010 in Madrid erstmals präsentiert wurden. Der europäische Wettbewerb wird, wie auch der amerikanische, seitdem alle zwei Jahre im jährlichen Wechsel ausgetragen. Im Jahr 2022 fand der europäische Solar Decathlon zum ersten Mal in Deutschland, im nordrhein-westfälischen Wuppertal, statt.
Solar Decathlons fanden weiterhin statt in China (SDC, 2013, 2018 und 2020), Lateinamerika (SDLA, 2015, 2019), Naher Osten (SDME, 2018, 2021) und Afrika (SDA, 2019). In Indien wurde 2020 der Solar Decathlon India ins Leben gerufen, der bislang die „2020-2021 Solar Decathlon India Challenge“ sowie die laufende „2021-22 Challenge“ ausrichtete, dabei aber ausschließlich indische Teams zulässt.

## 10 Wettkampf Disziplinen 2009
Architektur [Architecture] – 100 Punkte
Bewertet werden Ästhetik, Idee und architektonische Integration der Technologien. Der Beitrag soll zeigen, dass man sowohl solare als auch energetische Aspekte mit architektonischen Standards erfolgreich zusammenbringen kann.
Technologische Umsetzung [Engineering] – 100 Punkte
Gebäudehülle und Gebäudetechnik werden nach Funktionalität, Effizienz, Innovation, Robustheit und Ökonomie bewertet.
Marktfähigkeit [Market Viability] – 100 Punkte
In der Bewertung zur Marktfähigkeit fließen mehrere Aspekte mit ein. Zum einen müssen die verwendeten Materialien und Rohstoffe auf dem Markt für jedermann erhältlich sein. Zum anderen wird das Gebäude auf seine Wirtschaftlichkeit hin analysiert und bewertet. Wohnwert, Baubarkeit und Flexibilität sind die Kriterien. Des Weiteren spielen die Einhaltung von Terminen, Regeln und der Bauordnung eine Rolle.
Öffentlichkeitsarbeit [Communications] – 75 Punkte
Der Solar Decathlon ist nicht nur ein Wettbewerb, sondern auch ein öffentliches Event. Im Vordergrund der Öffentlichkeitsarbeit stehen die Vermittlung des Projektes und dessen Themen an ein breites Publikum, durch eine Website und Führungen vor Ort. Die Führung wird anhand ihres Inhaltes, Brandings, Hand-Outs, ihrer Originalität, Angemessenheit und ihrer Organisation beurteilt, während die Website lediglich anhand des Inhaltes, der Brandings und des Designs bewertet wird.
Thermische Behaglichkeit [Comfort Zone]— 100 Punkte
Der Aspekt der thermischen Behaglichkeit bezieht sich auf die Fähigkeit des Hauses, die Raumtemperatur und Luftfeuchtigkeit zu kontrollieren und innerhalb gewisser Grenzwerte zu halten. Dabei sollte die Raumtemperatur 22- 24 ° betragen und die Luftfeuchtigkeit 40 – 55 %.
Technische Ausstattung [Appliances] – 100 Punkte
In diesem Teil des Wettbewerbs sollen die Teams zeigen, dass ihre Häuser genug Energie produzieren, so dass diverse Haushaltsgeräte und andere elektronische Geräte, angeschlossen werden können. Um einen herkömmlichen Stromverbrauch zu simulieren, müssen neben dem Betrieb des Kühlschranks (1-4 °C) und des Gefrierschranks (-28,9 bis -15 °C), auch täglich Waschmaschine (min. 43,3 °C), Trockner und Geschirrspüler (48,9 °C) benutzt werden.
Warmwasser [Hot Water] – 100 Punkte
Dieser Contest soll zeigen, dass das gesamte notwendige Warmwasser eines Gebäudes über solar gewonnene Energie erzeugt werden kann. Hierzu wird in den Tests die durchschnittliche Wassermenge und Temperatur während des Duschens simuliert. Zweimal täglich müssen die Teams 15 Gallonen (56,8 l) heißes Wasser (110 °F/ 43,3 °C) in weniger als zehn Minuten liefern.
Lichtkonzept [Lighting Design] – 75 Punkte
Beurteilt wird hier die Tageslicht- und Kunstlichtqualität. Beide Lichtkonzepte sollten so gestaltet sein, dass am Tag keine Elektrizität verbraucht werden muss. Das Kunstlicht wird anhand der Angemessenheit, Lichtszenarien, Integration, Steuerung und Außenbeleuchtung beurteilt, während die Tageslichtqualität anhand der Kontrollierbarkeit und Atmosphäre bewertet wird. Ein weiterer Aspekt stellt die Beleuchtung des Arbeitsplatzes und die Außenwirkung des Hauses bei Nacht dar.
Energieeinspeisung [Net-Metering] – 150 Punkte
Dieser Wettbewerb dient dazu nachzuweisen, dass die Sonne alle notwendigen Energien für den täglichen Bedarf eines 2 Personen Haushaltes decken kann. Jedes Haus muss zumindest mit einer ausgeglichenen Energiebilanz betrieben werden, zum anderen wird die Einspeisung des Überschusses in das lokal vorhandene Stromnetz gemessen. Das Team mit dem größten Überschuss beim Net Metering gewinnt.
Home Entertainment – 100 Punkte
Im Rahmen des Teilwettbewerbs sind zwei Dinnerpartys und ein Kinoabend abzuhalten, bei dem jedes Team-Mitglieder anderer Teams in ihr Haus einlädt und auch von ihnen bewertet wird.

## Solar Decathlon Europe
Organisator und Ausrichter des Solar Decathlon Europe 2010 und 2012 waren die Polytechnische Universität Madrid und das US-Ministerium für Energie. 2014 fand der 3. SDE in Versailles/Frankreich statt, der vierte SDE wurde im ungarischen Szentendre 2019 ausgerichtet. Schirmherr ist seitdem die Energy Endeavour Foundation (EEF). Der SDE 2021/22 fand in Wuppertal, Deutschland statt.

## Solar Decathlon 2005
- 1. Platz: University of Colorado, Denver and Boulder
- 2. Platz: Cornell University
- 3. Platz: California Polytechnic State University

## Solar Decathlon 2007

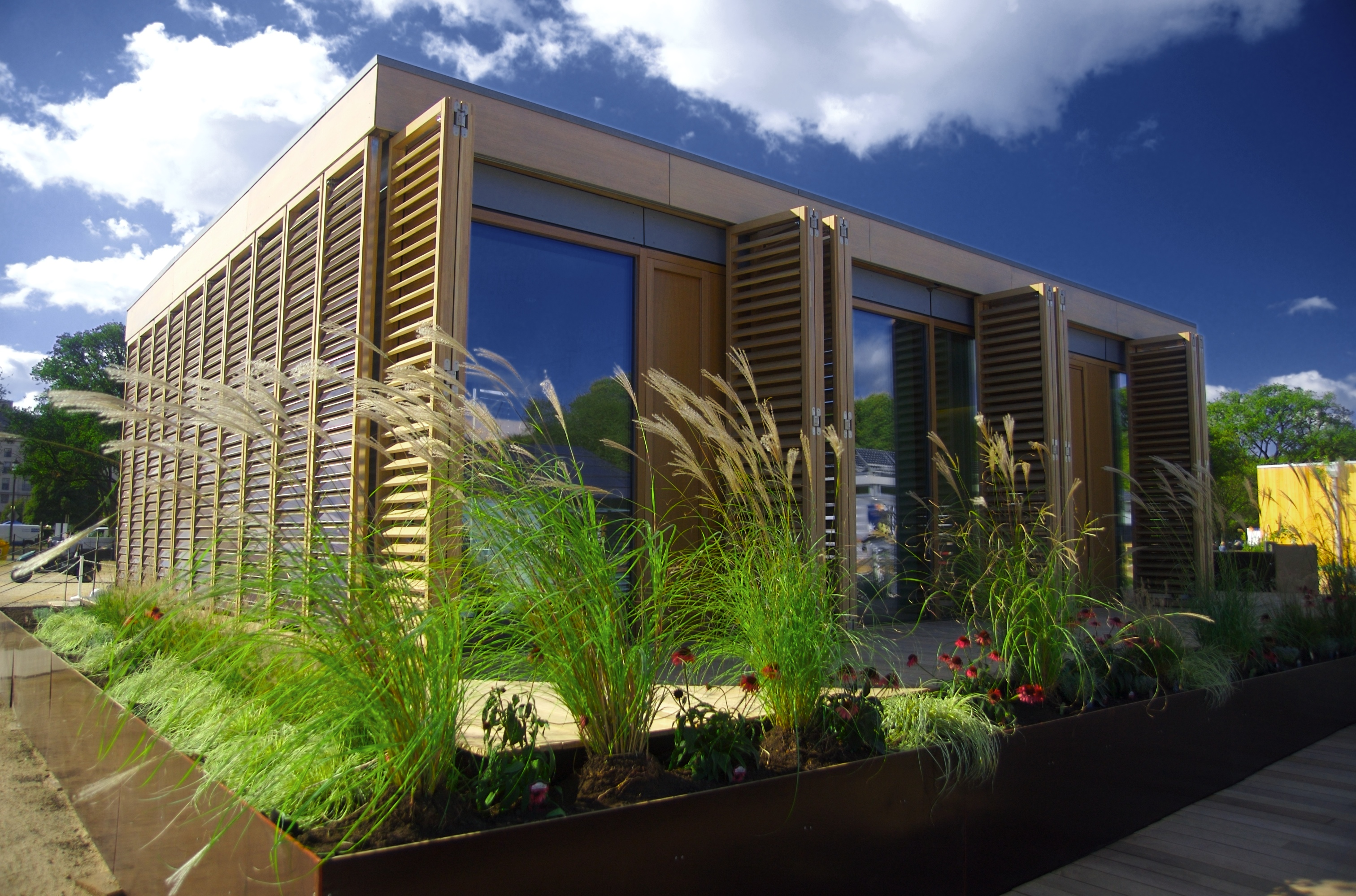
Solar Decathlon 2007, Siegerhaus der TU Darmstadt

Solar Decathlon 2007, Vordergrund: Siegerhaus der TU Darmstadt bei Nacht

Der dritte Wettbewerb wurde am 19. Oktober 2007 entschieden.
- 1. Platz: Technische Universität Darmstadt
- 2. Platz: University of Maryland
- 3. Platz: Santa Clara University
- 4. Platz: Pennsylvania State University
- 5. Platz: Polytechnische Universität Madrid
- 6. Platz: Georgia Institute of Technology
- 7. Platz: University of Colorado
- 8. Platz: Universität Montreal
- 9. Platz: University of Illinois
- 10. Platz: Rice University

## Solar Decathlon 2009

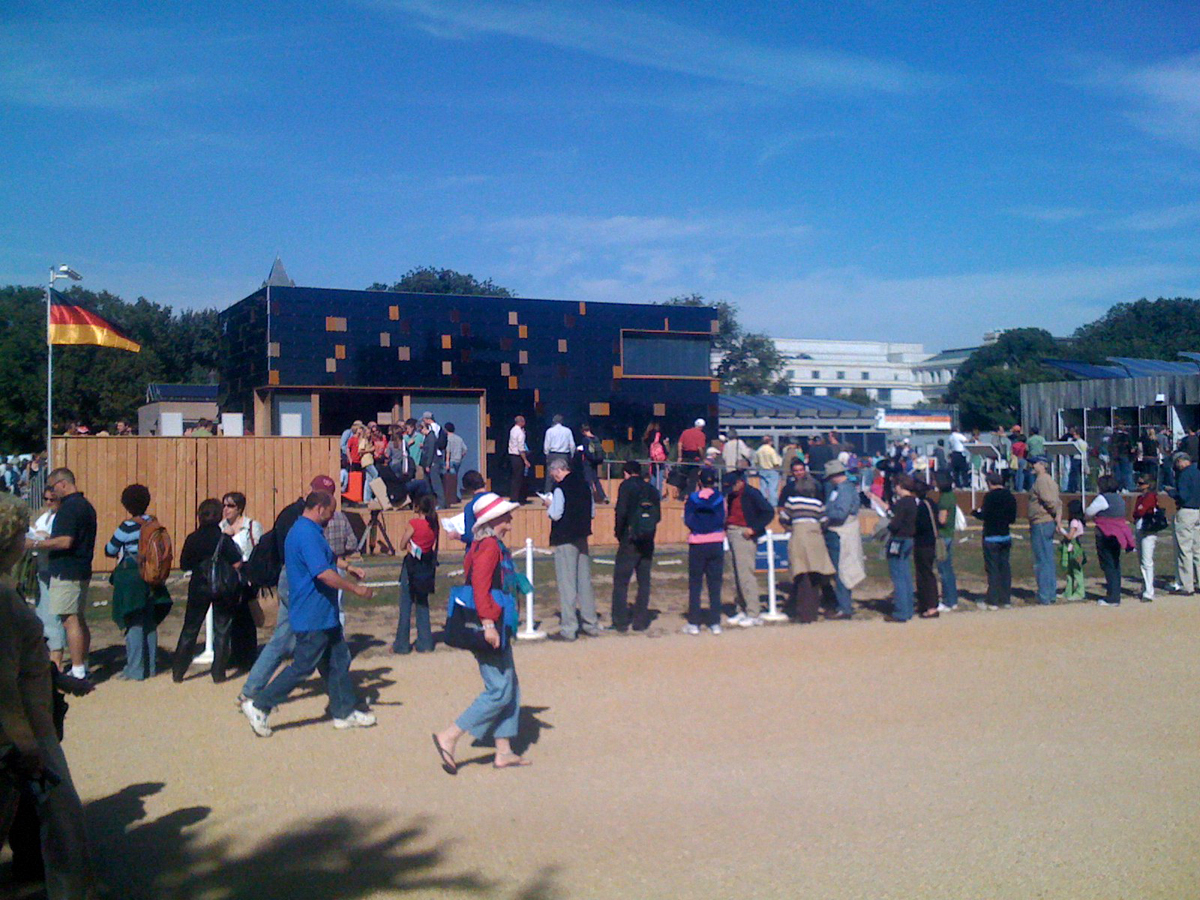
Solar Decathlon 2009, surPLUShome, Siegerhaus des Team Germany der TU Darmstadt

- 1. Platz: Technische Universität Darmstadt
- 2. Platz: University of Illinois
- 3. Platz: Team California

Teilnehmer:
Europa:
- Technische Universität Darmstadt
- Polytechnische Universität Madrid

Amerika:
- University of Arizona
- Cornell University
- University of Illinois
- Iowa State University
- University of Kentucky
- University of Louisiana at Lafayette
- University of Minnesota
- Ohio State University
- Pennsylvania State University
- Universität von Puerto Rico
- Rice University
- Team Alberta
- Team Boston
- Missouri University of Science and Technology
- Team Ontario/BC
- Team California
- Virginia Tech University
- University of Wisconsin–Milwaukee

## Solar Decathlon 2013
Im Jahr 2013 fand der Wettbewerb erstmals nicht in Washington DC statt. Austragungsort war der Orange County Great Park in Irvine, Kalifornien. Sieger war das Team Austria, eine Kooperation der Technischen Universität Wien, der Fachhochschule St. Pölten, der Fachhochschule Salzburg und des Austrian Institute of Technology. Den 2. Platz belegte die University of Nevada, Las Vegas vor der Tschechischen Technischen Universität Prag.